# غوردي جونسون
غوردي جونسون هو منتج أسطوانات ومغني وملحن كندي، ولد في 1964 في وينيبيغ في كندا.

## وصلات خارجية
- غوردي جونسون على موقع ميوزك برينز (الإنجليزية)
- غوردي جونسون على موقع ديسكوغز (الإنجليزية)